# Füvesítés

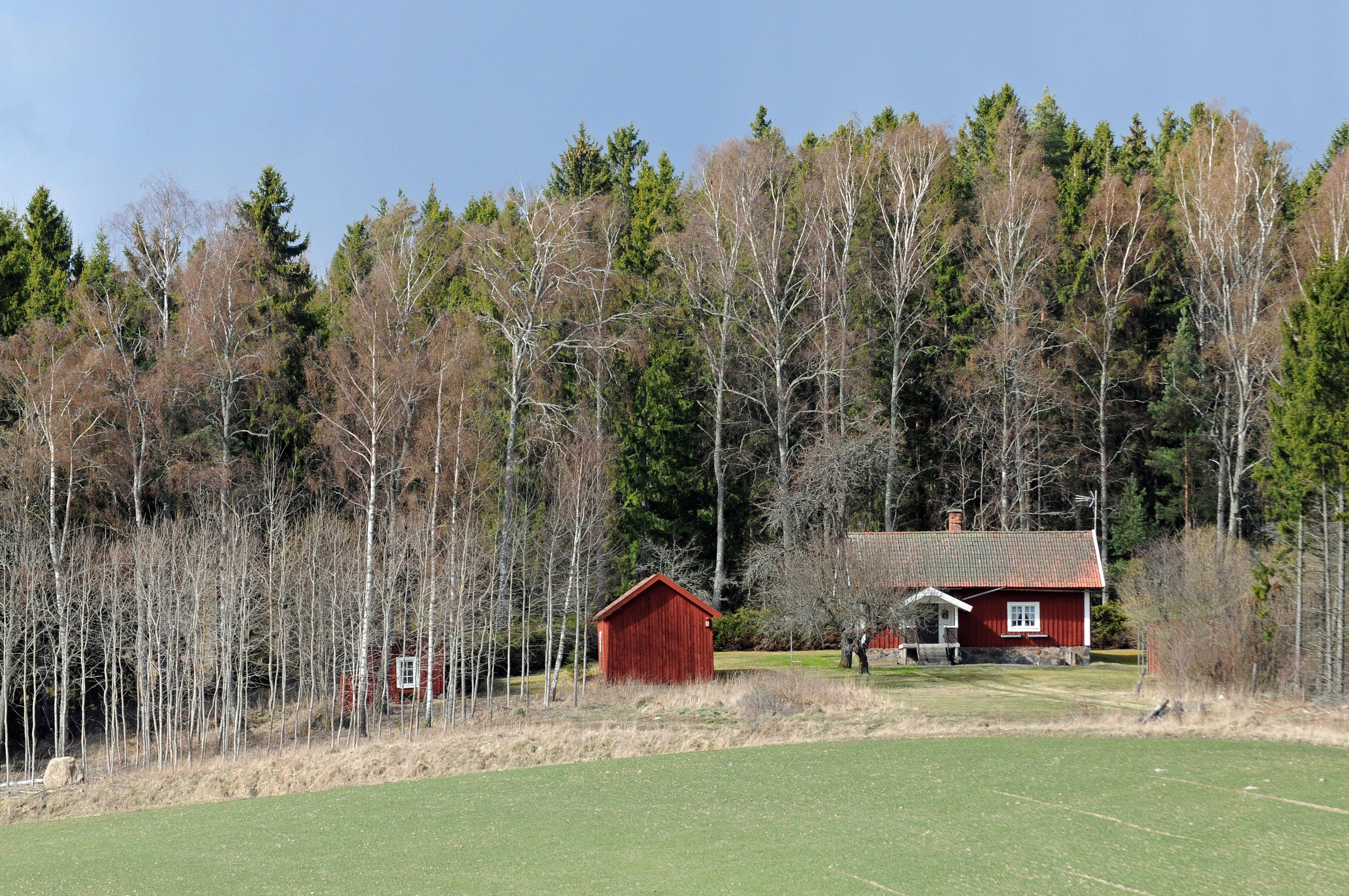
Gyep egy nyaraló mellett

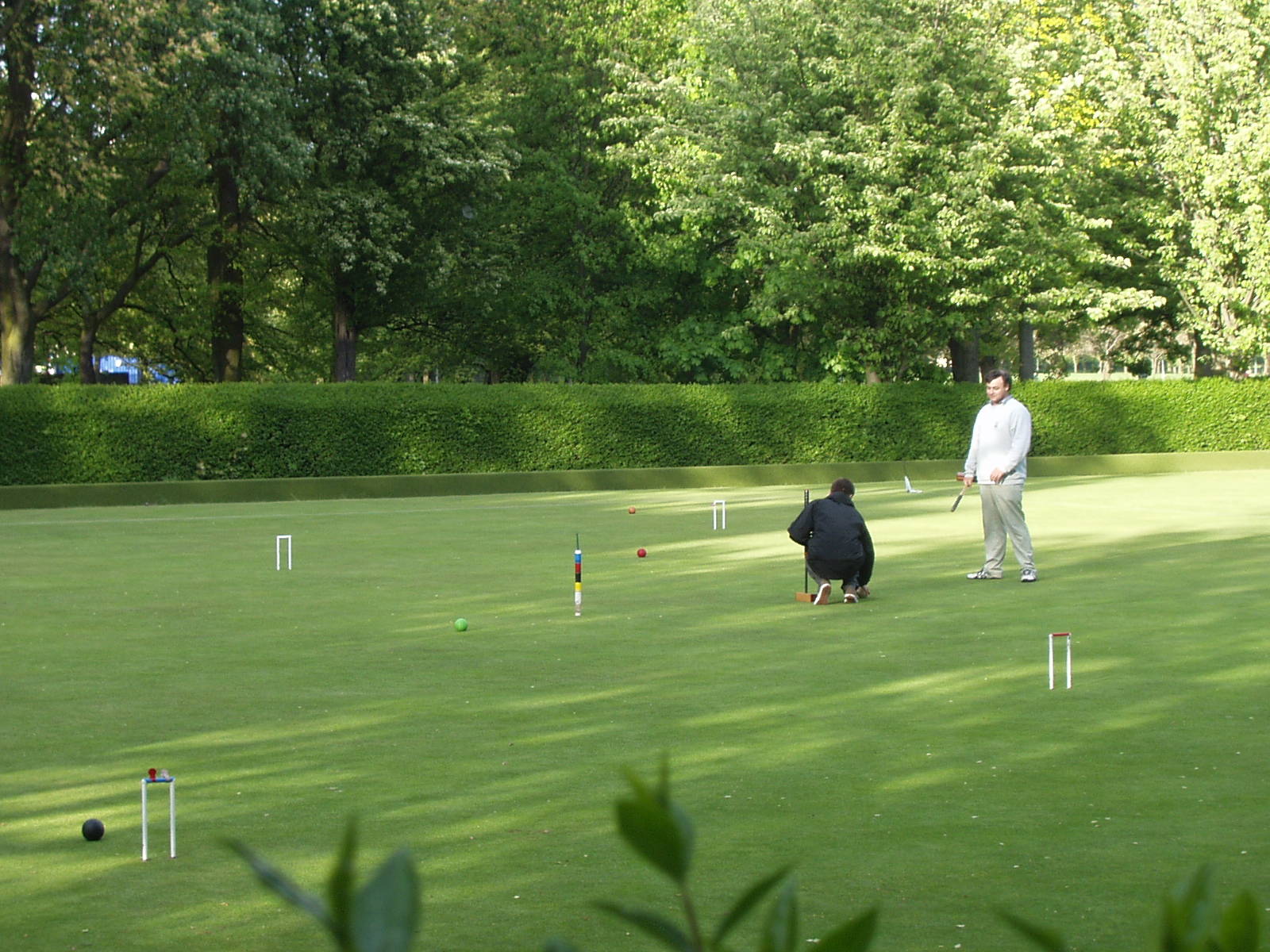
Krokettjátékosok a pálya sportgyepén

A füvesítés során olyan összefüggő zöldfelület jön létre, amelyet fűnek nevezett lágyszárú növények nagy számban alkotnak. A füvesítés a felhasználási céltól függően többféle lehet, pázsit létesítése, gyep létesítése vagy sportgyep illetve sportpázsit létesítése.

## Kapcsolódó fogalmak
- Pázsit: Olyan zöldfelület, amelynek elsődleges célja a díszítés. A fű apró szálú, és rendszeresen rövidre van nyírva.
- Gyep: A pázsitnál igénytelenebb zöldfelület, melyet magasabbra nőtt és durvább szálú fű alkot. Képes a nagyobb igénybevételt is elviselni.
- Sportgyep, sportpázsit: Az előző két típus változatai, melyeket kifejezetten nagy igénybevételre létesítettek.

Pázsitot csak ritkán taposott területre érdemes létesíteni. Gyepet, sportgyepet valamint sportpázsitot nagyobb igénybevételű területre is lehet telepíteni. A felhasznált vetőmagkeveréket az igénybevétel alapján kell meghatározni. 

### Különleges vetési és zöldítési módok
- Hidrovetés: vizes szuszpenzióval történő nedves vetés. Ez egy olyan speciális keverék, amely tartalmazza a fűmagot, a talajtakaró mulcsot, pH-t szabályzó anyagot, valamint a trágyát. A szuszpenziót víz segítségével juttatják ki a zöldíteni kívánt területre. Ez a vetési mód csak speciális hidrovető géppel végezhető el.
- Stabilizátoros gyeptelepítés: nagyon hasonlít a hidrovetéshez, a különbség annyi, hogy a keverék a fűmag, a műtrágya és a tőzeg mellett tengeri algából kinyert, nagy ragasztó képességű nátrium-alginátot tartalmaz.
- Gyeptéglázás, gyepszőnyeg takarás: Akkor használják, ha azonnal szeretnének egyöntetű zöld és egészséges felületet létrehozni a kertben. A gyeptégla és a gyepszőnyeg is előre nevelt fű, melyet meghatározott méretű tégla (gyeptégla), illetve henger (gyepszőnyeg) formájában lehet megvásárolni. A talaj előkészítése a hintett vetésnél leírtak szerint készül. A módszernél különös gondot kell fordítani a szintmagasságra, hiszen a gyeptégla és a gyepszőnyeg már tartalmaz földréteget a gyep gyökerével együtt. Lefektetésük után keresztben, hosszában és átlósan célszerű hengerezést végezni, hogy a talaj és a gyep gyökerei között ne maradjon levegő. A gyeptéglák és gyepszőnyegek közötti összeillesztések 2-3 hét alatt eltűnnek.
- Fűtex: egy olyan, textilhulladék felhasználásával készült természetes anyag, amely már magában foglalja a fűmagot. A keveréket két nemezréteg közé helyezik, a műtrágyával, a vízmegkötővel, valamint egyéb más raktározó elemekkel együtt. Használatakor a hengerben megvásárolt textilt a megfelelően előkészített talajra kell teríteni, s megfelelő gondozás mellett egy gyommentes, egészséges zöldfelület hozható létre. Az idő múltával a textil elbomlik, tehát nincs fennmaradó környezetre káros anyag a zöldfelület alatt.

## Zöldfelület létesítésének lépései

### 0. lépes: az optimális vetési idő
Az optimális vetési idők:
- amikor a talaj hőmérséklete +6 °C felett van, azaz:
  - augusztus közepétől szeptember közepéig vagy
  - márciustól áprilisig.
- Hidrovetés esetében márciustól novemberig bármikor lehet füvesíteni.

### 1. lépés: állapotfelmérés
Vetés előtt nagyon fontos a terület állapotának pontos felmérése (egyenetlenség, gyomosság). Egy elhanyagolt területen totális gyomirtást kell végezni. A vegyszer használatát követően az egészségügyi várakozási időt minden körülmények között be kell tartani, amely általában 2 hetet jelent, s csak ez után kezdhetők meg a további munkálatok.

### 2. lépés: tereprendezés
Amennyiben a terület már korábban is pázsitként szolgált, csupán elgyomosodott, az újra zöldítéshez a gyomnövények kiirtása után a talaj felső rétegéből 5 cm-es réteget el kell távolítani. Erre azért van szükség, mert a gyomok gyökérzónája ezen a szinten található meg, illetve az újratelepítést követően a friss gyepnövények gyökerei is innen erednek majd. Ez egy tápanyagokban gazdag réteg, amely segít a pázsit egészséges fejlődésében. 
Miután sikerült ezt az 5 cm-es sávot elhordani, érdemes vakondhálókat is lefektetni, amelyek védik a füvet a vakondok pusztítása ellen. Ezt követően a tápdús földet szét lehet teríteni a háló felett. Abban az esetben, ha ennek a földnek az eredetéről nincsen pontos információ, azt is teljes körű gyomirtásnak kell alávetni. Az eljárás során a tápanyagtartalom nem változik, de az megakadályozható, hogy a földben esetlegesen meglévő gyommagvak csírázni kezdjenek. 
Az új gyomirtás után szintén várni kell legalább két hetet, ami lefedi az egészségügyi várakozási időt. Ezalatt a föld is pihenni tud. Ha vegyszermentes gyomirtásra van szükség, jó megoldást jelenthet az öntözés. Ekkor a tápanyagban dús földet szét kell teríteni, majd meg kell öntözni. Ezzel a benne található magvak gyorsan kikelnek, és kigyomlálhatóvá válnak. A föld pedig készen áll az új vetés befogadására. 
Akkor, ha egy olyan területet kell bezöldíteni, ahol korábban csak gyomnövények voltak, a termőtalajt 20-30 cm-es vastagságban szükséges kialakítani. Itt minden négyzetméterre 4 kg érett szerves trágyát kell bedolgozni. Előfordulhatnak olyan esetek, hogy nincs kéznél szerves trágya, ilyenkor ez komposzttal, vagy 80-100 g vegyes műtrágyával is helyettesíthető. 
A trágyák bedolgozása után tömöríteni kell a talajt. Vetés előtt pedig 10-12 napig hagyni kell ülepedni.
Ha szükség van vakondhálóra, akkor az ülepítés után kerül lefektetésre. Első lépésben fel kell szedni a talaj felső 5 cm-es rétegét, majd elhelyezni a hálót. Az ülepítés nélkül lefektetett vakondháló idővel veszíthet feszességéből, s így a funkcióját nem tudja teljesen betölteni. 
A háló lefektetése után a maradék termőtalajt vissza kell hordani a területre, majd tömöríteni és elegyengetni. Vetés előtt lehet gyomirtózást végezni, mivel a megnövekedett tápanyagtartalmú talajban könnyebben megjelenhetnek a nemkívánatos gyomok. Ez esetben szintén be kell tartani az említett 2 hetes egészségügyi várakozási időt.
Vegyszermentesen megoldásnál öntözni kell, melynek kettős haszna van ebben a lépésben. Nem csak a gyomok jelennek meg hamarabb, melyeket eltávolítva a területről egy tiszta és tápanyagban gazdag területet kapható, hanem az öntözés tömörít is.

### 3. lépés: vetés
Hintett (szórva) vetés eseten úgy kell számolni, hogy 1 kg fűmag kb. 30 négyzetméteres területre lesz elég, ami négyzetméterenként 30-40 g, azaz 25-35 000 db (tehát négyzetcentiméterenként 2,5-3,5 db) csírázásra képes magot jelent. Fontos , hogy a vetést semmilyen esetben sem szabad földdel letakarni.
A vetést követően állítható fejű lombseprűvel, vékony fogú gereblyével vagy cirokseprűvel át kell gereblyézni a bevetett területet, keresztben és hosszában is. Állítható fejű lombseprűnél az ideális fogak közötti távolság 1-1,5 cm. A gereblyézést követi a hengerezés folyamata.

### 4. lépés: utómunkák

#### Vetés után
A vetést folyamatosan öntözni kell, azonban a túlzott vízmennyiség kijuttatása negatívan hathat a csírázó magokra. Éppen ezért elegendő csak a felső 2-3 cm-es talajréteget nedvesen tartani. A folyamatos nedvesen tartást naponta 4-5 alkalommal való öntözéssel kell biztosítani. Folyamatos odafigyelés és gondozás mellett 8-10 nap alatt csíráznak ki a magok. 
Kelés után 6-8 hétig annyiszor kell öntözni a területet, hogy a talaj felső 10-15 cm-es rétege nedves legyen.

#### Gyepszőnyegezés után
A gyepszőnyeget telepítés után nem javasolt terhelni, főleg öntözés után, mert a felázott föld süppedős és nyomot hagyhat a lábnyomunk, ezáltal hepehupás lesz a talaj. 
Ha szükséges rámenni a kertépítéskor frissen telepített gyepszőnyegre, mindenképp az öntözés előtt tegyük azt meg, amikor nem vizes a fű. A gyepszőnyeg betapadási ideje (amikor is teljesen legyökerezik új helyén) kb 2 hét. Melegebb időben ez kevesebb is lehet. Ezt úgy tudjuk ellenőrizni, hogy nem lehet felemelni a tekercset, mint egy szőnyeget.

## A gyep fenntartása
Egyáltalán nem mindegy, hogy egy frissen kikelt, vagy egy régebbi telepítésű gyepről kell gondoskodni. Hintett vetéskor a kikelést követően egy évben az alábbi feladatokat kell elvégezni:

### Fűnyírás
Az első vágást akkor kell elvégezni, amikor a fűszálak már elérték 10-12 cm-es magasságot. Erre a vetés utáni 2-3. hétben lehet számítani. Az első évben előnyösebb, ha kézi kaszálás történik, mert ezzel a gyengébb gyökereket is óvni lehet. Fontos tudni, hogy nem jó alacsonyan vágni a füvet, illetve a bokrosodás elősegítése érdekében legalább 5-cm-es magasságot mindenképpen hagyni kell. 
Akkor, ha nincs lehetőség a kézi kaszálásra, a fűnyíró kését 5 cm-es magasságra szükséges állítani. Ha fűnyírós vágás történik, a művelet után hengerrel is át lehet menni a területen, hogy a kilazult gyökerek újra megkapaszkodhassanak a földben. 
Gondozás második évtől: 
Tavasszal az első fűnyírás előtt meg kell tisztítani a terepet minden olyan szeméttől, amely a tél folyamán a felületre került. Ezt követően történhet meg a fűnyírás. Második évtől már 3-4 cm-es fűmagasság hagyható. 

### Gyepszellőztetés
A fűnyírás után ajánlott végezni egy tavaszi gyepszellőztetést, mely kiszed minden olyan elhalt fűmaradványt, amit esetleg a fűnyíró nem tudott.
A gyepszellőztető gép a rotációs kapához hasonló, de annál sokkal kíméletesebb eszköz, ami apró réseket vág a talajba.
A gyepszellőztetés előnyei:
- A második év tavaszára besűrűsödött gyep gyökerére serkenően hat a gyepszellőztető gép kése általi kismértékű megtépés.
- A gyepszellőztető kése kis lyukakat képez a talajban, aminek így jobb lesz a tápanyagfelvétele.

Ahol öntözőrendszer van kiépítve, óvatosan kell alkalmazni a gyepszellőztető gépet, ugyanis a szórófejekben, valamint a csőrendszerben kárt tehet a kése. 

### Trágyázás
Gyepszellőztetés után indító trágyázást szükséges a gyepnek, erre a célra a komplex műtrágyák tökéletesek. N:P:K - 15-15-15 kerti műtrágya típusok, áprilistól júniusig 10 g nitrogén juttatható ki négyzetméterenként. Novemberben és decemberben pedig 60-80 g műtrágya adható négyzetméterenként.
A kerti műtrágyák úgy lettek kialakítva, hogy minden elem nélkülözhetetlen az egészséges fejlődés szempontjából. Az N (nitrogén) a növekedésért felel, a P (foszfor) gyökérképző és virágzás serkentő hatású, a K (kálium) a szárerősségért felel. Az öntözés során fontos, hogy jó minőségű öntözővizet használjunk. A pázsit 200-250 mm vizet igényel évente, míg a gyep vízigénye 100-150 mm/év.

### Egyéb műveletek
- Öntözés: nyár során mindig átható öntözésre van szükség.
- Felfagyáskor tömörítést kell alkalmazni.
- Felülvetés: a tavaszi időszakban a gyep könnyen megritkulhat, így érdemes felülvetést csinálni, ami a normál vetéshez képest 50% magmennyiséget jelent.
- Év közbeni mohásodás: a moha főleg savanykás kémhatású talajon jelenik meg. A moha ellen megfelelő gyepszellőztetéssel lehet védekezni, ami kevesebb öntözéssel és a vágás utáni gereblyézéssel fokozható. Ugyanakkor a gereblyézést csak óvatosan célszerű végezni a vékonyabb gyökerek megóvása érdekében. Nem szabad minden fűnyírás után gereblyézni, hiszen némi regenerálódásra a gyepnek is szüksége van. A gyepszellőztetésen túl a vegyszeres (vaskális) kezelés is megoldás lehet.
- Gyomosodás: amíg a fű levele a talajszinten kezdődik, a legtöbb gyomnövényé magasabban van, ezért a rendszeres nyírás is hatásos lehet. A kézi gyomirtás pedig különösen hasznos a friss zöldfelületek ápolására. Ha nagyon sűrű a pázsit, akár vegyszeres kezelés is szóba jöhet, ami történhet szelektív, kétszikűek elleni gyomirtóval is. A hátránya, hogy az egyszikű gyomok ellen hatástalan, ezért kiegészítésként kézi irtásra is szükség lehet.
- Sárgulás: gyakran a tápanyaghiány tünete, de a túlöntözéskor kialakuló pangó víz, a szárazság vagy a rendszertelen öntözés is okozhatja.
- Száradó fűvég: főleg akkor figyelhető meg, amikor a nagyobb és keményebb fűszálakat a fűnyíró ne képes egyenletesen elvágni, inkább szakítja. Ezért nagyon fontos, hogy a fűnyíró kései mindig élesek legyenek, így nem roncsolják a fűvégeket.
- Növényvédelem: pajor, drótféreg, levéltetvek, ezek mellett számos más kártevő ellen is kell védekezni. Ilyen lehet még a hópenész rozsda, vagy a jól ismert lisztharmat is.